# Gadány
Gadány là một thị trấn thuộc hạt Somogy, Hungary. Thị trấn này có diện tích 19,7 km², dân số năm 2010 là 391 người, mật độ 20 người/km².